# 方象堃
方象堃（?—?），安徽省安慶府桐城縣人，清朝政治人物、進士出身。
光緒二十四年（1898年），参加光緒戊戌科殿試，登進士二甲129名。同年五月，授内阁中书。